# Растафаріанство

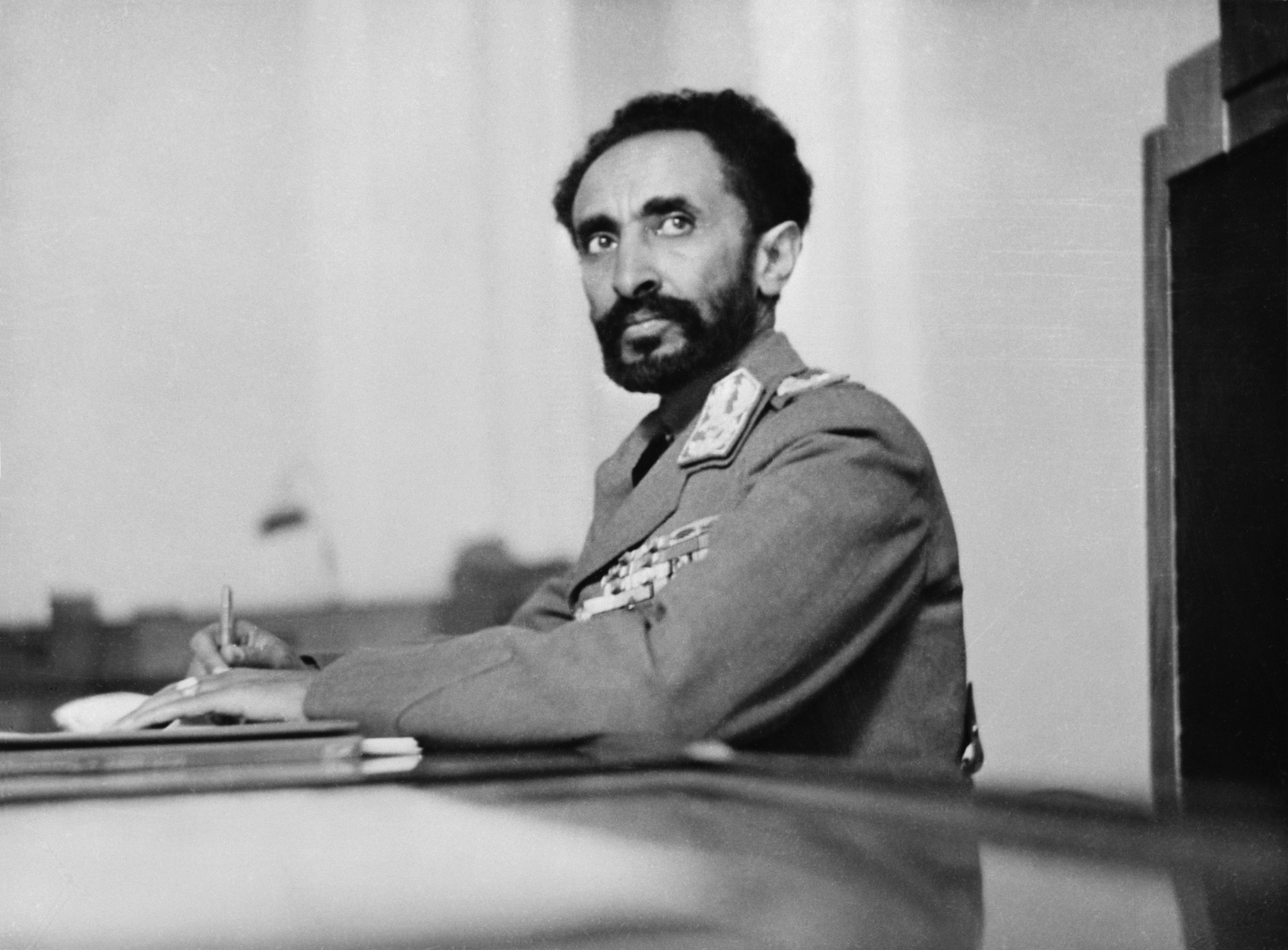
Хайле Сілассіє I

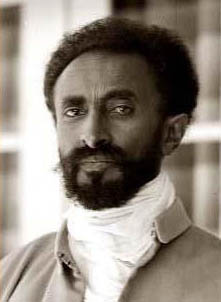
В 1930 році Рас (принц) Тафарі, що взяв ім'я Хайле Селассіє I, був коронований імператором Ефіопії

Растафаріанство — монотеїстична авраамічна релігія, що виникла в християнській культурі на Ямайці в 1930-х роках, яка привела до утворення музичного стилю реґі в 1960-х. Його прихильники називаються растаманами чи раста.
У цій культурі каннабіс або конопля чи марихуана дуже поширені і тому у багатьох країнах растамани не переслідуються законом.
Растафаріанство дуже організована релігія, більшість раста не вимагають участі в яких-небудь конфесіях, щоб таким чином підтримувати один одного і знайти віру і натхнення в собі, хоча деякі з них визначено в один з «Обитель Растафарі»; три найвідоміших з них — це Nyahbinghi, Бобо Ашанті і Дванадцять колін Ізраїлевих.
Назва Растафарі походить від імені останнього імператора Ефіопії Хайле Селассіє I, до коронації відомого як Рас Тефері Меконнин (Тафарі Макон). Растафарі вважають, що Хайле Селассіє I є втіленням Бога, якого растафарі називають Джа (скорочення від Jahovia).
Основа растафаріанства — любов до ближнього і відмова від західного суспільства, яке растамани називають «Вавилон». Вони проголошують Святу Землю, Сіон первісною батьківщиною. Растафаріанство містить у собі різні афроцентричні соціальні і політичні завдання, наприклад такі, як соціально-політичні погляди і вчення ямайського публіциста і організатора Маркуса Гарві, який також часто розглядається як пророк. У растафаріанстві поширене духовне споживання канабісу. На переконання послідовників растафаріанства, вживання канабісу ніяк не впливає на здоров'я людини, а, навпаки, поліпшує стан, дає можливість очищення від непотрібного розуміння світу, «бо іншими шляхами це не вилікувати» крім марихуани і коноплі.
До 1997 року налічувалося близько 10 млн растафарі в усьому світі, сьогодні растафаріанство поширилося в більшості країн світу в основному за рахунок реґі, найяскравішим прикладом є ямайський співак Боб Марлі (1945—1981) і його діти.

## Вірування
Растафаріанскі конфесії досить розрізнені, їх вчення часто один одному не відповідають. Однією з відомих сторін растафаріанства є християнська гілка (вплив Ефіопської православної церкви) і пророцтва ямайського лідера руху «Назад в Африку» Маркуса Гарві. В одній з промов в Об'єднаній негритянській асоціації з поліпшення (United Negro Improvement Association) Маркус Гарві сказав, що потрібно очікувати знамення пришестя: коронації «чорного» царя в Африці. Багато хто вирішив, що пророкування здійснилося, коли в 1930 році Рас (принц) Тафарі, що взяв ім'я Хайле Селассіє I, був коронований імператором Ефіопії. Послідовники растафарі на Ямайці вірять, що Селассіє є нащадком біблійного царя Соломона та цариці Савської (легенда про походження «Соломонової династії») міститься в книзі «Кебра Нагаст»), і шанують його як Бога (Бога-Отця) — царя царів і месію.
Згідно з християнським тлумаченням растафаріанської інтерпретації Біблії, чорношкірі, подібно ізраїльтянам, були віддані Єговою (Джа) в рабство білим (європейцям та їхнім нащадкам, які колонізували Африку) в покарання за гріхи і повинні були жити під гнітом Вавилону, сучасної соціально-політичної системи, заснованої на західних ліберальних цінностях, в очікуванні пришестя Джа, який звільнить їх і поведе в «рай на землі» — Ефіопію.
Відмітною властивістю релігії Раста є те, що вони не займаються наверненням у свою віру, тому що людина повинна відкрити в собі Джа самостійно. В очікуванні Виходу растаман (послідовник растафарі) повинен культивувати «африканську» самобутність, прагнучи відрізнятися від «слуг Вавилона» як зовні, так і внутрішньо. Їхня етична система ґрунтується на принципах братської любові, доброзичливості до всіх людей і неприйнятті західного способу життя.
Основа доктрини — Holy Piby.

## Реґі

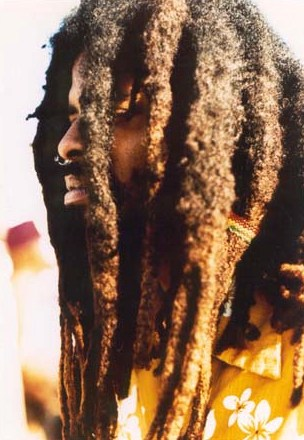
Растаман

Ідеї растафарі поширилися в 1970-х роках завдяки музичному стилю реґі, яке з'явилося на Ямайці і особливо популярному в США, Великій Британії та Африці. Хорошим прикладом цього може стати пісня Rivers of Babylon, що стала хітом у виконанні Боні М. В оригіналі ця пісня була типовим растафаріанським регі з текстом з Псалтиря.
Основою реґі є каліпсо і національна ямайська музика (заснована на ритмі барабанів Найабінгі). З'явився в 60-х роках стиль ска став основою, на якій виникло реґі — музика, побудована на тих же принципах, що і ска, але з повільнішим, розміреним темпом, укороченою басовою лінією і жорстким ритмом (замість 2/4, використовуваних в ска, музиканти стилю реґі використовують ритм 4/4).
Одна з варіацій стилю — це даб, інструментальна версія з безліччю ефектів. Пізніше, в 80-х, на основі регі з'явилися дансхолі — музика ямайських танцмайданчиків, рагамаффін і реггейшн — музика діджеїв, більш танцювальна і ритмічна. Тексти пісень реґі, що проповідують християнство, з часом ставали все більш і більш політизованими, спрямованими проти соціальної та економічної несправедливості, перетворившись на голос пригноблених. Серед піонерів-творців реґі виділяються Банні «Вейлер» Лівінгстон, Лі «Скретч» Перрі, Пітер Тош та Боб Марлі. Із сучасних виконавців музики реґі можна виділити відомого івуарійського співака Альфа Блонді.
Найвідоміші реґі-гурти країн пострадянського простору — українські The Вйо, 5'nizza, Замальовка, білоруські Аддис Абеба та ін.

## Раста
На підставі растафаріанства виникла раста (англ. rasta) — молодіжна субкультура, що з'явилася наприкінці 1960-х — 1970-х рр. серед кольорового населення Вест-Індії (в першу чергу о. Ямайка) і Великій Британії. Завдяки реґі, рух растафарі поширився по всьому світу, частково втративши свою релігійну та расову основу.
Рух зародився на початку 1930-х років на Ямайці під впливом ямайкського політика і публіциста Маркуса Гарві.
У світі налічується біля мільйона прихильників растафаріанства. Особливо рух поширений на Ямайці, де растафаріанами називає себе 10 % населення. Відомий реґі музикант Боб Марлі має неофіційний статус пророка растафаріанства.